# تیم ملی فوتبال زنان مصر
تیم ملی فوتبال زنان مصر (به انگلیسی: Egypt women's national football team) (عربی: منتخب مصر لكرة القدم للسيدات) ملقب به «کلئوپاترا» در سطح بین‌المللی نماینده فوتبال زنان کشور مصر است. این تیم تحت مدیریت اتحادیه فوتبال مصر، نهاد حاکم فوتبال در این کشور، به فعالیت می‌پردازد.
همانند دیگر کشورهای آفریقایی، فوتبال زنان در مصر توسعه نیافته است در حالی که تیم مردان این کشور یکی از قدیمی‌ترین تیم‌ها در این قاره است.